# Tanystylum duospinum
Tanystylum duospinum là một loài nhện biển trong họ Ammotheidae. Loài này thuộc chi Tanystylum. Tanystylum duospinum được miêu tả khoa học năm 1939 bởi Hilton.